# Tesuque Pueblo
Tesuque Pueblo – jednostka osadnicza w Stanach Zjednoczonych, w stanie Nowy Meksyk, w hrabstwie Santa Fe.